# Vecindad de von Neumann

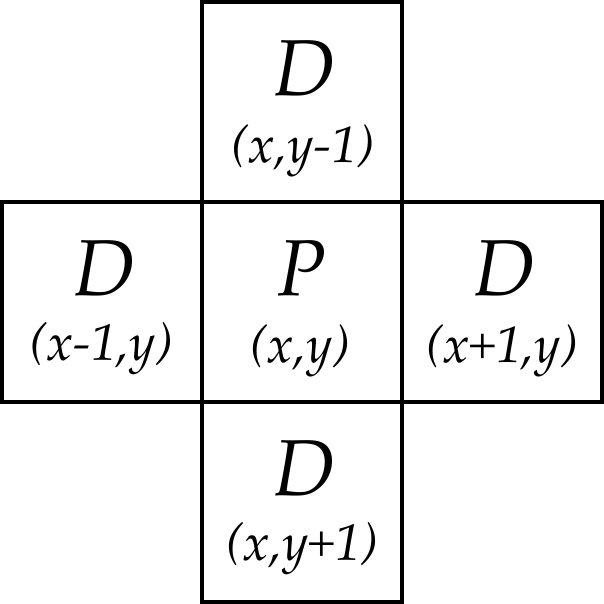
Distancia de Manhattan para r = 1

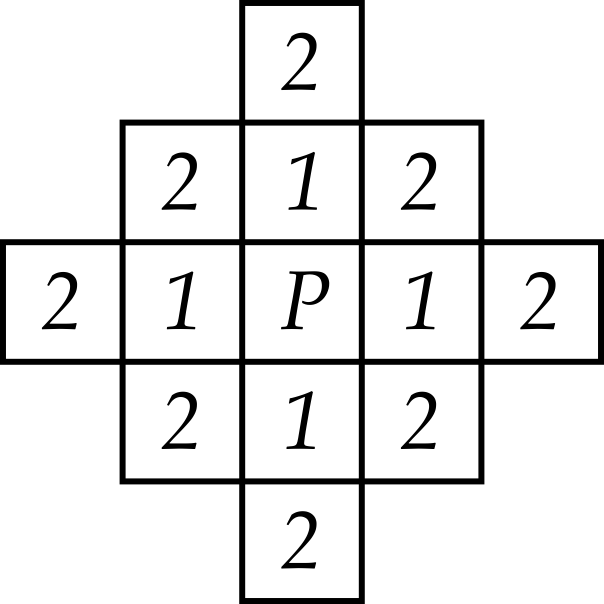
Distancia de Manhattan para r = 2

En la teoría de autómatas celulares, el concepto de vecindad de von Neumann se define como el conjunto de las cuatro celdas que rodean ortogonalmente a una celda central en un enrejado cuadrado bidimensional. Debe su nombre a John von Neumann, quien utilizó este concepto para definir en su interior el autómata celular de von Neumann y el constructor universal de von Neumann. Es uno de los dos criterios de vecindad más utilizados generalmente para autómatas celulares bidimensionales. El otro es el de vecindad de Moore. Es similar a la idea de la conexión de 4 píxeles en los gráficos de ordenador.
El concepto puede ser extendido a dimensiones más altas, por ejemplo formando una vecindad octaédrica de 6 celdas para un autómata celular cúbico en tres dimensiones.
La vecindad de von Neumann de un punto es el conjunto de puntos situados a una distancia de Manhattan de valor 1 respecto al punto dado.

## Vecindad de von Neumann de rangor
La extensión del concepto de la vecindad de von Neumann sencilla descrita anteriormente, también sirve para determinar el conjunto de puntos a una distancia de Manhattan con r > 1. El resultado es una región en forma de diamante (se muestra para r = 2 en la ilustración). Se denominan vencindades de von Neumann de rango o extensión r. El número de celdas de la vecindad de von Neumann para un espacio d-dimensional y rango r es el correspondiente número de Delannoy D(d,r).